# Cruzeiro (monumento)

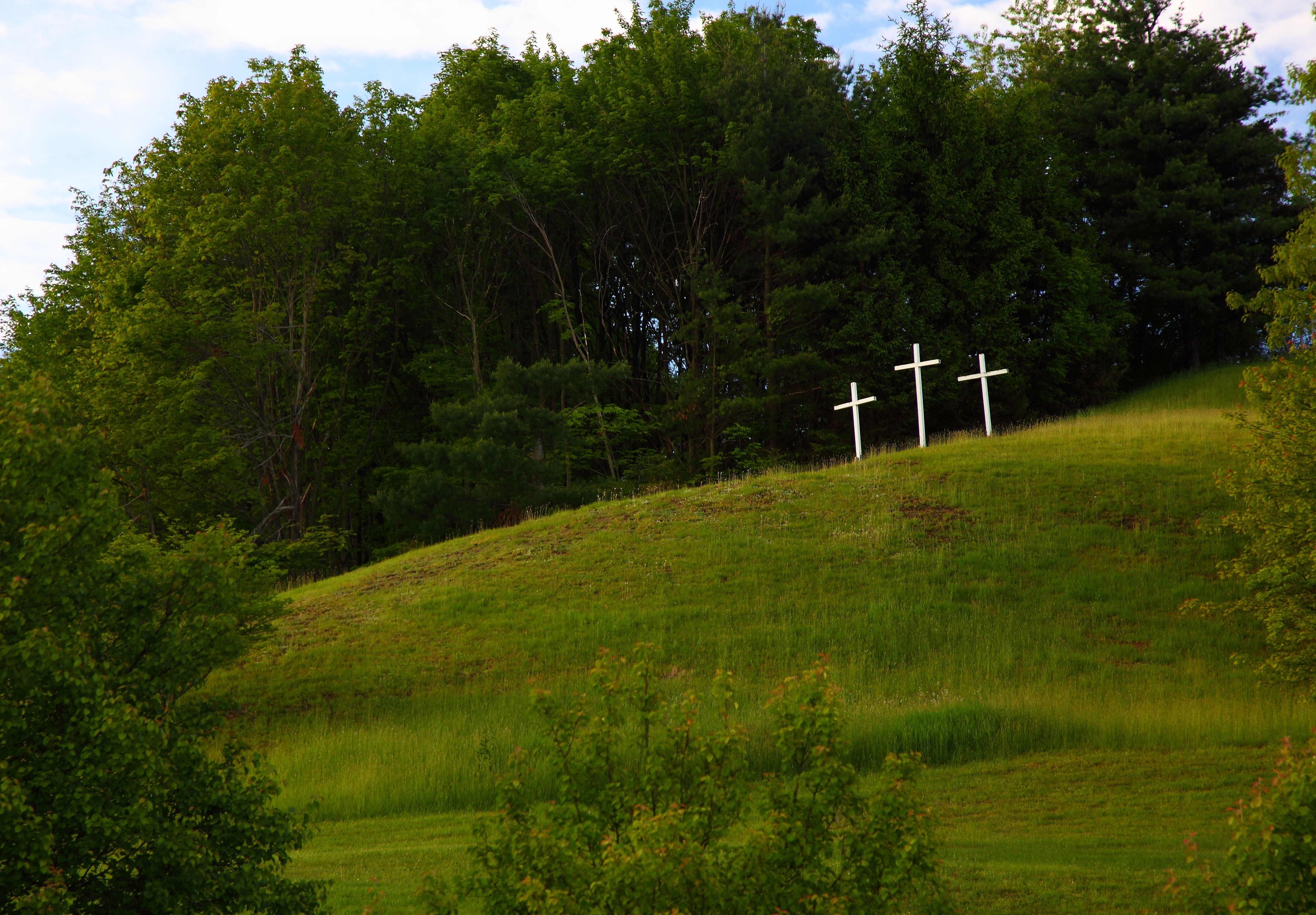
Cruzeiro em West Virginia, Estados Unidos.

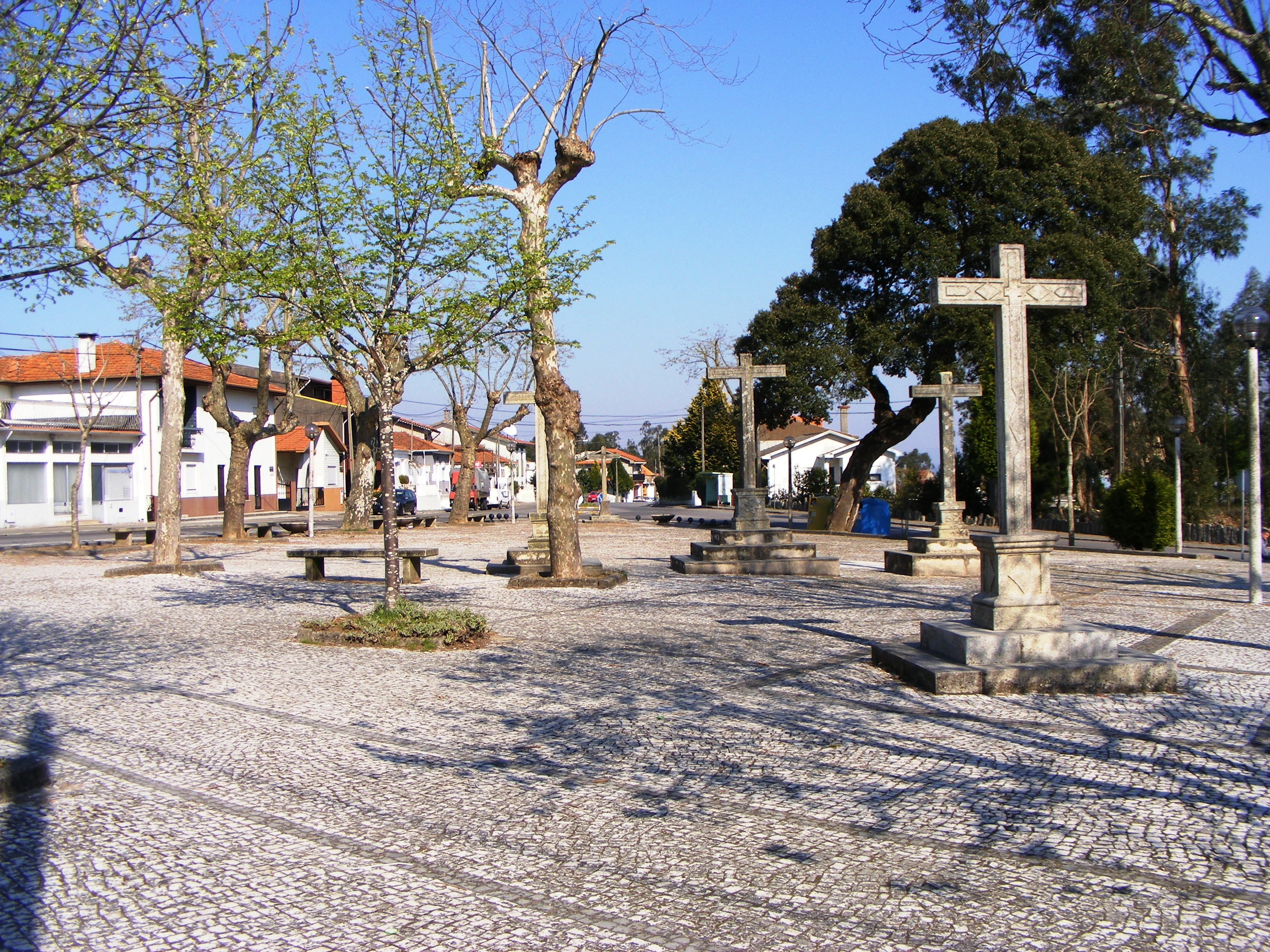
Cruzeiros no largo Nossa Senhora das Neves, Argoncilhe

Cruzeiro é uma cruz monumental, geralmente em pedra (embora raramente apareça também em madeira), que normalmente é colocada sobre uma plataforma com alguns degraus ou sobre a extremidade de espigueiros. Normalmente um calvário tem três cruzes, a de Jesus Cristo e as de mau ladrão e bom ladrão.
Os cruzeiros podem ser de diversas dimensões, e também são colocados nos adros das igrejas, cemitérios, lugares elevados  (no alto de morros), ou em encruzilhadas de caminhos.
No Brasil, cruzeiros de pequenas dimensões (em formato de uma pequena capela) ou pequenas cruzes são comumente colocados nos acostamentos das estradas, geralmente em regiões interioranas, simbolizando que naquele local morreu uma pessoa vítima de acidente de trânsito.

## Galeria

### Crucifixos

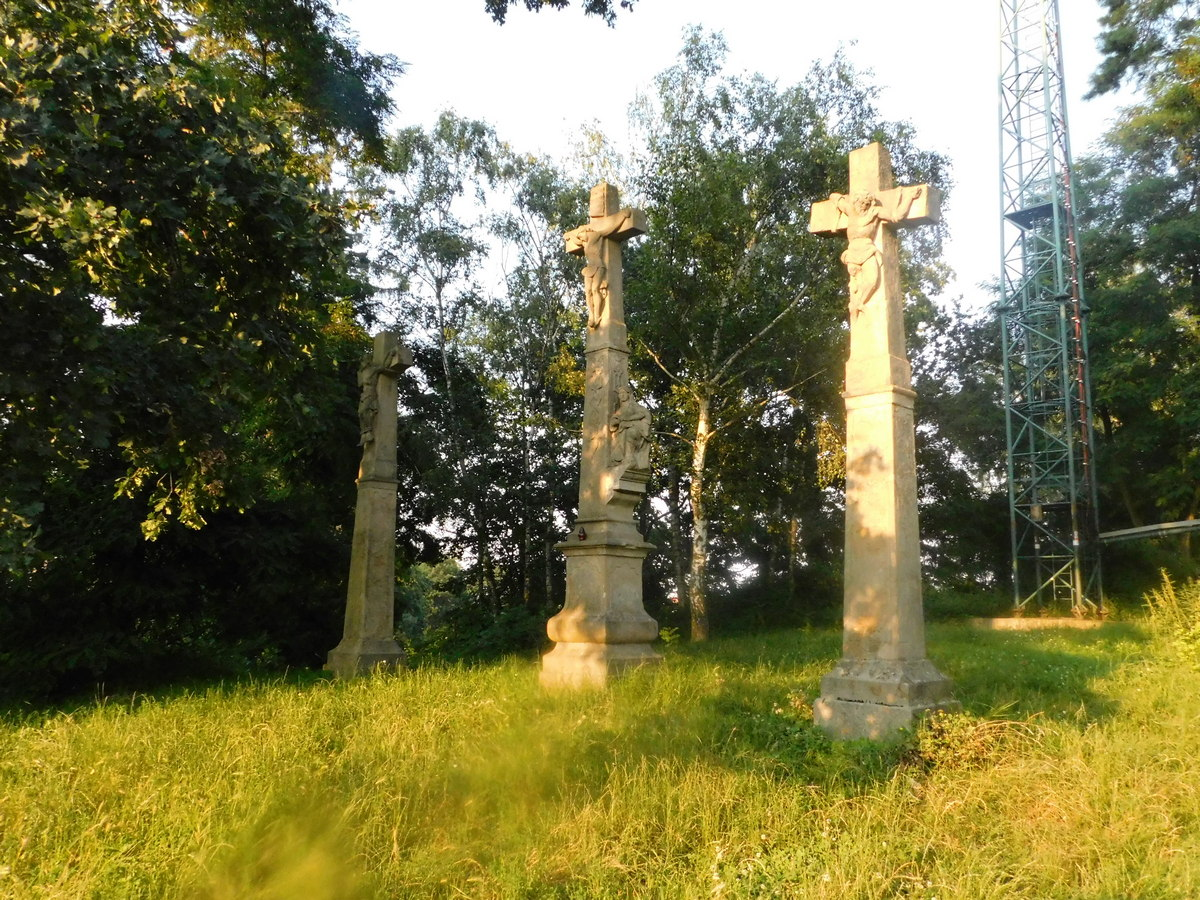
Calvário em Napajedla, Tchequia.
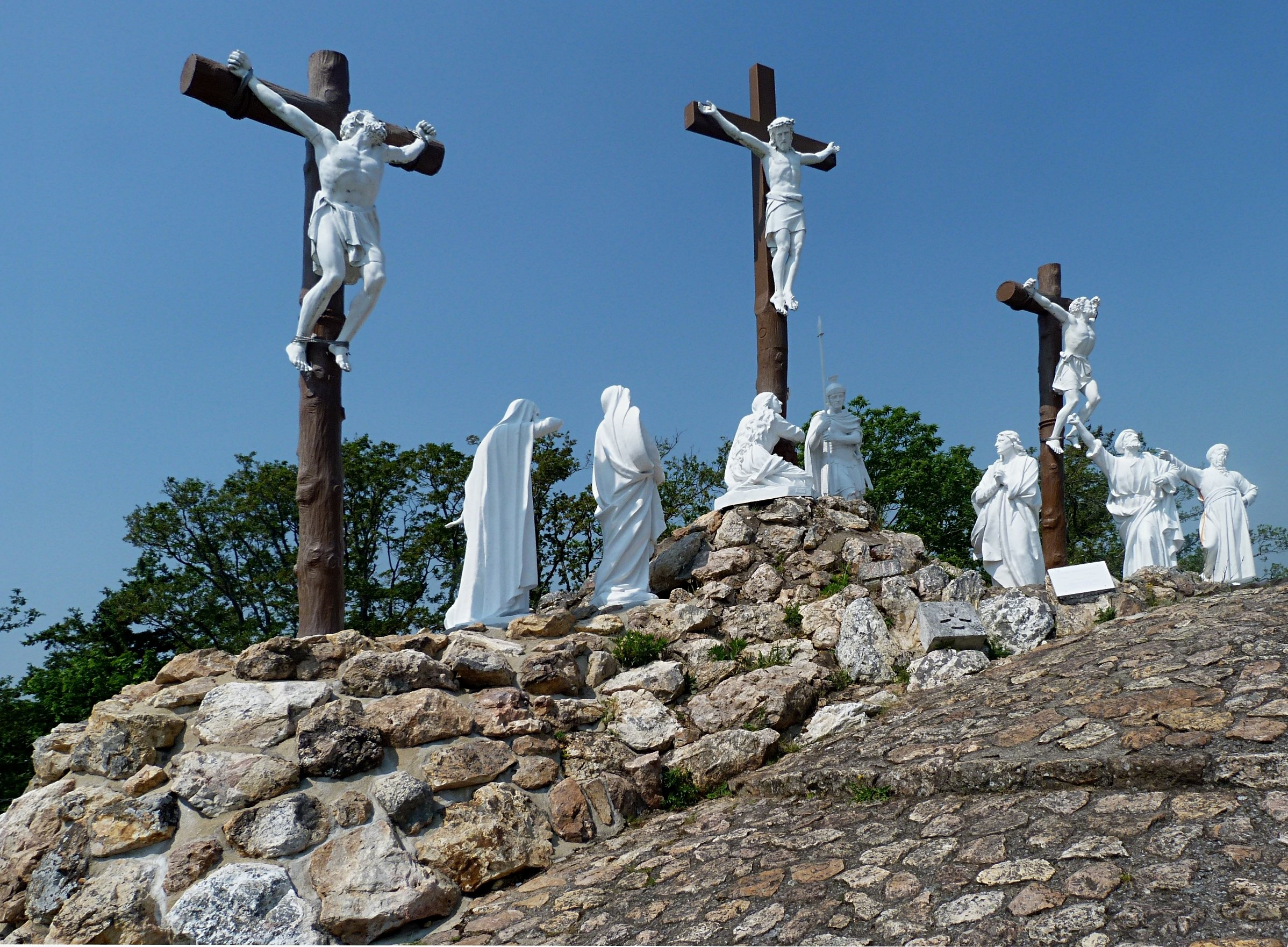
Calvário de Pontchâteau, Morbihan, França.
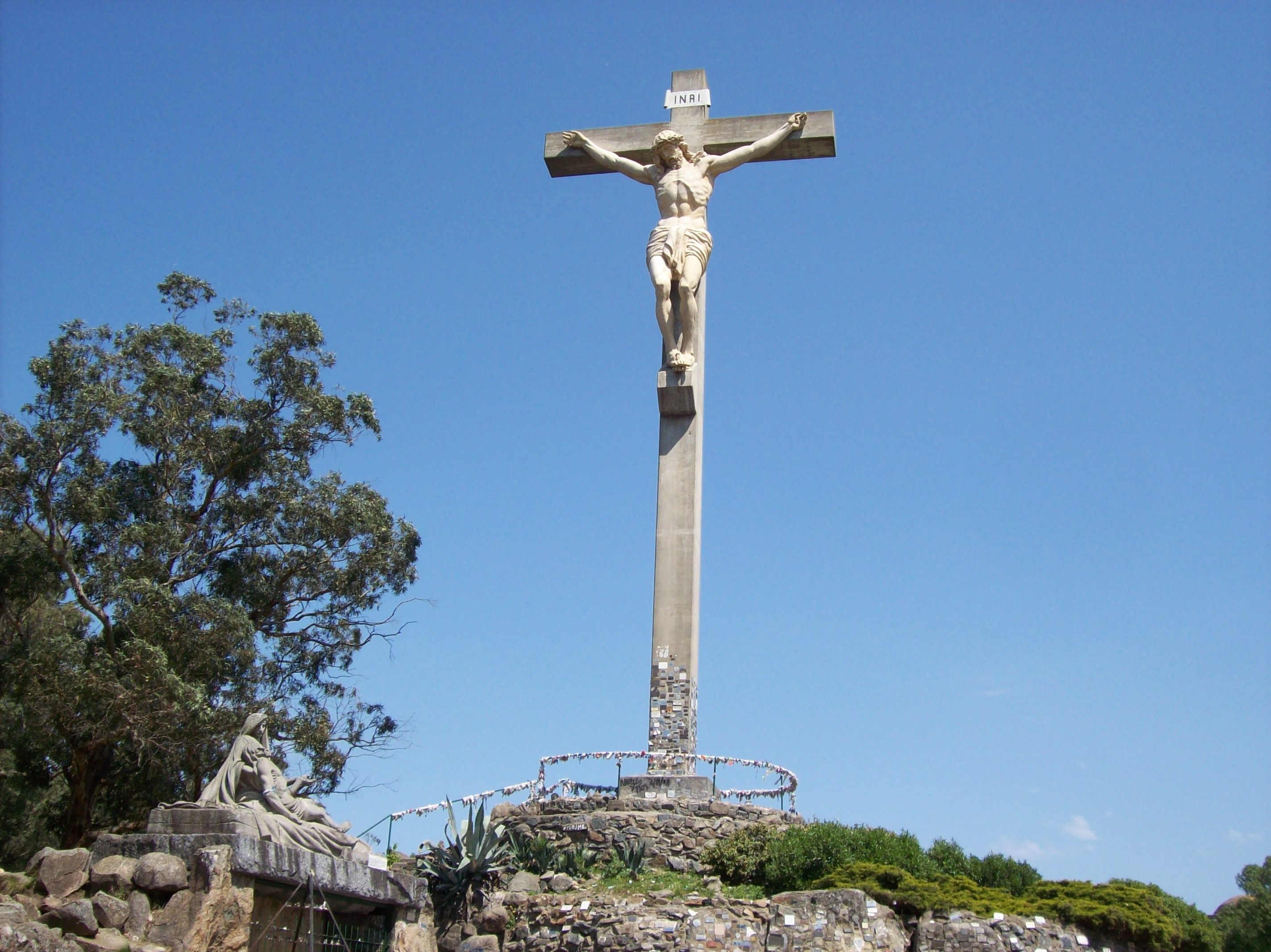
Calvário em Tandil, Argentina.
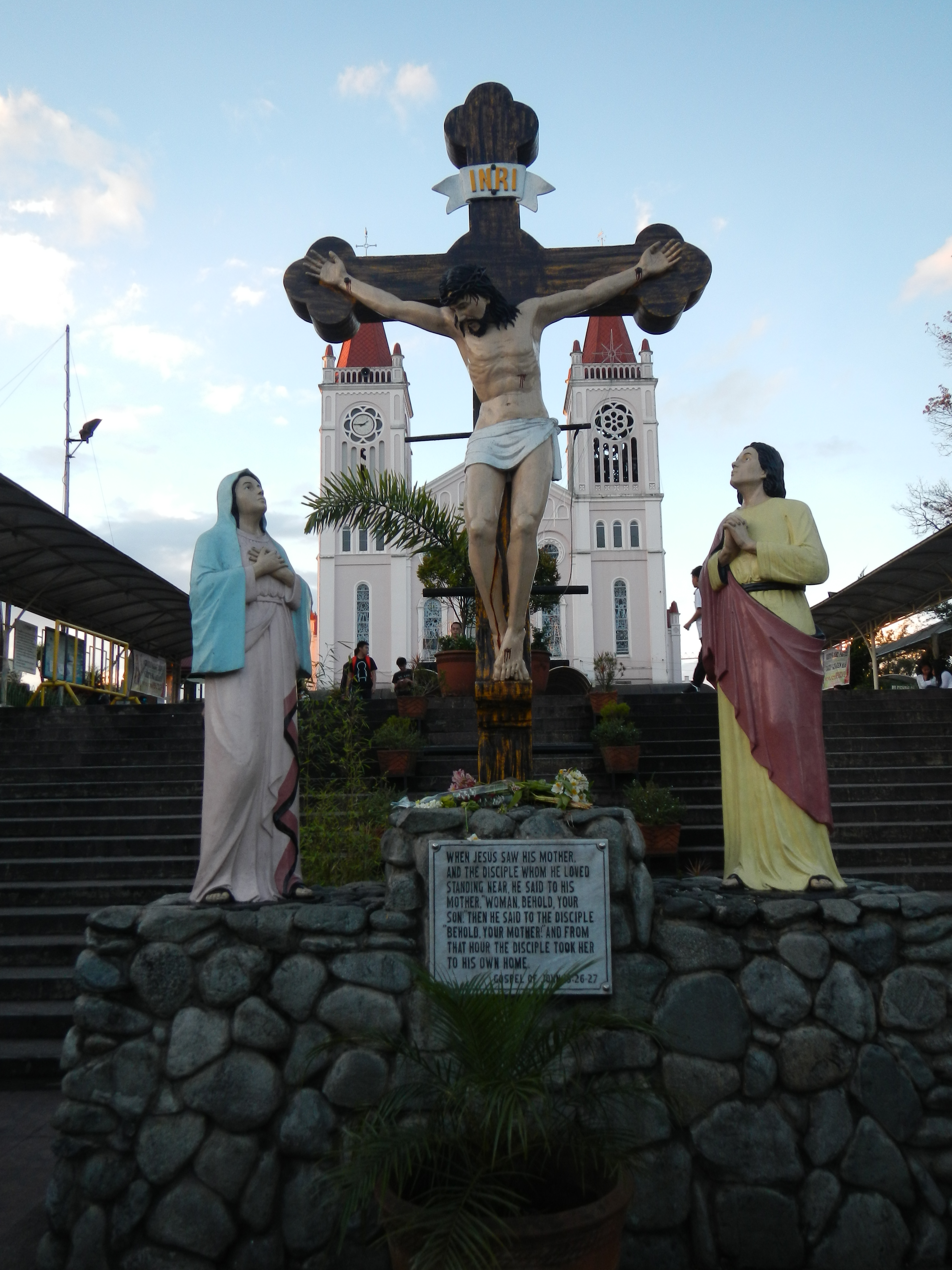
Calvário em Baguio, Filipinas.

### Cruz

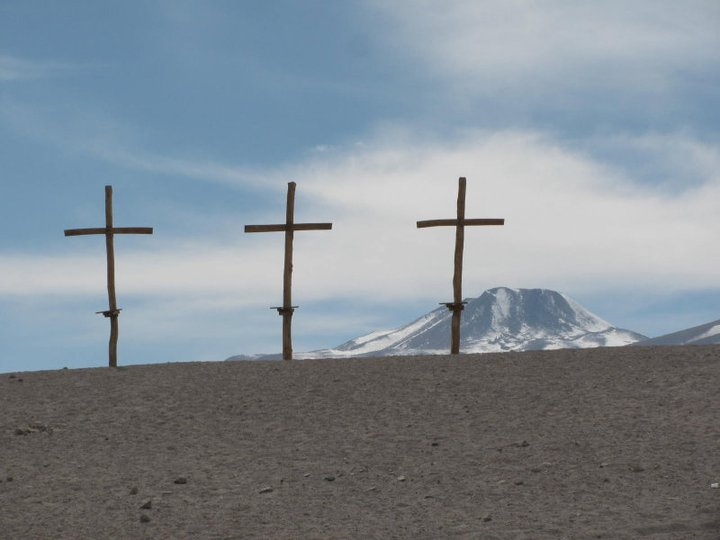
Calvário em Toconao (Antofagasta) no Chile.
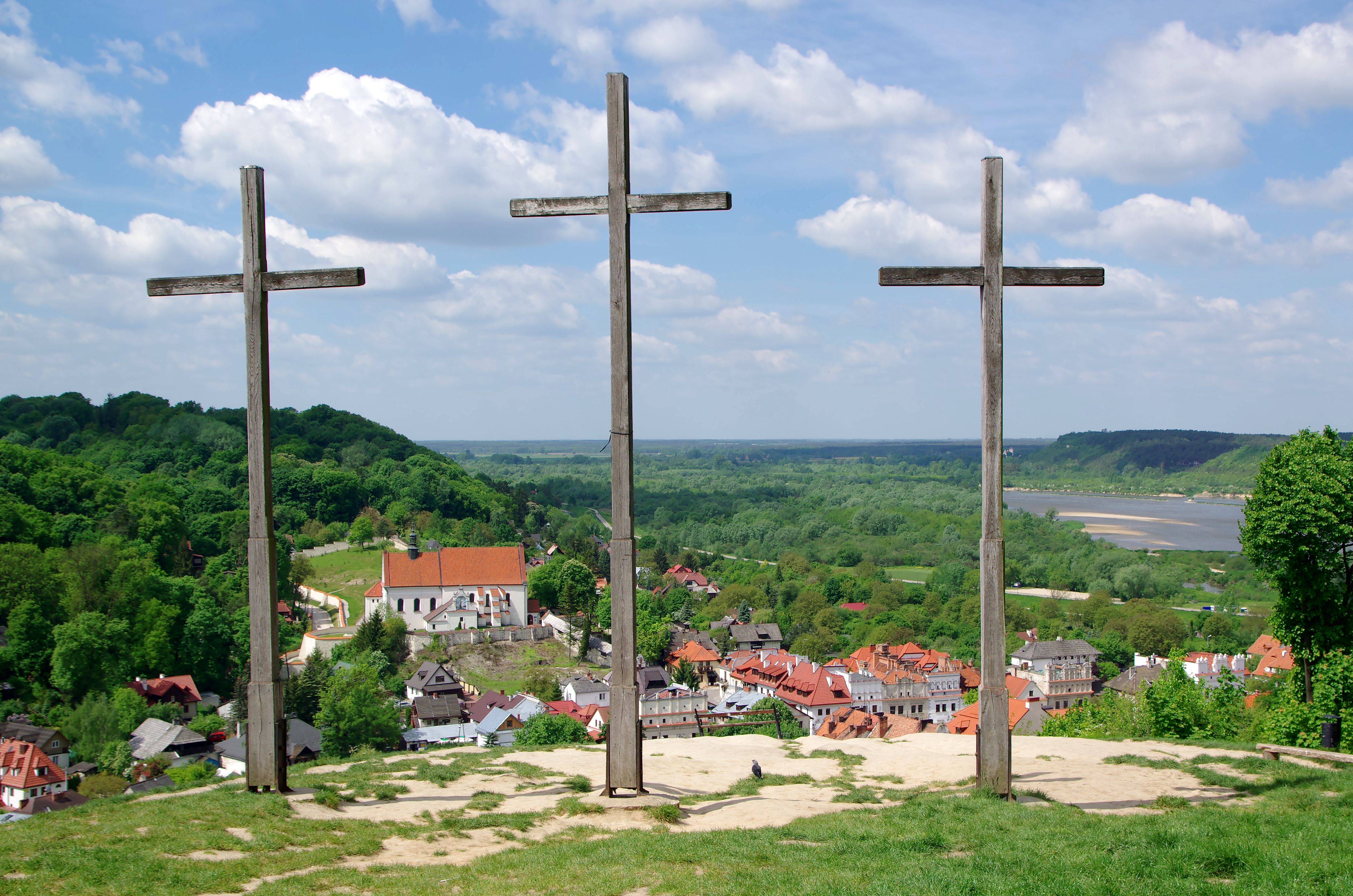
Calvário em Kazimierz Dolny, Polônia.
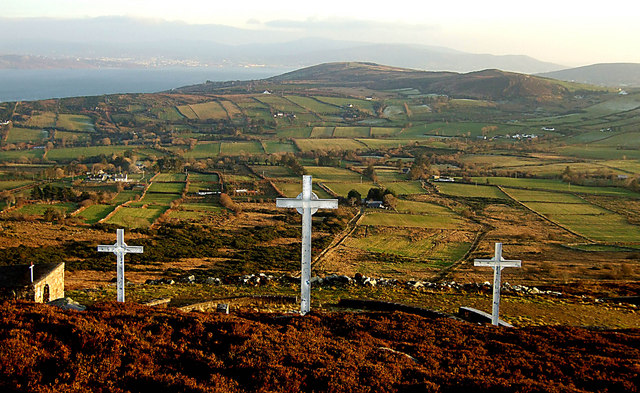
Calvary in Condado de Donegal, Irlanda.
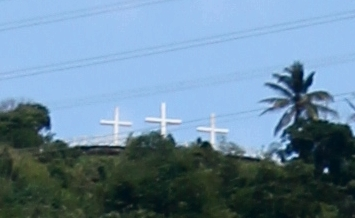
Calvário em Paete, Filipinas.